# Times Square Tower
Times Square Tower je mrakodrap v newyorské čtvrti Manhattan. Má 49 pater a výšku 221 metrů. Výstavba probíhala v letech 2002–2004 podle návrhu firmy Skidmore, Owings and Merrill.